# Богурданы
Богурда́ны (чув. Пукӑртан Татмӑш, Пукӑртан) — деревня в Канашском районе Чувашской Республики. Входит в состав Янгличского сельского поселения.

## География
Находится в центральной части Чувашии, на расстоянии приблизительно 17 км по прямой на запад-юго-запад от районного центра города Канаш.

## История
Известна с 1858 года, когда здесь (тогда околоток деревни Вторая Татмышева, что ныне не существует) было учтено 156 жителей. В 1897 году был учтен 261 человек, в 1926 — 71 двор, 358 жителей, в 1939—414 жителей, в 1979—344. В 2002 году был 101 двор, в 2010 — 86 домохозяйств. В 1931 году был образован колхоз «Труд», в 2010 году действовал ООО «Исток».

## Население
Постоянное население составляло 265 человек (чуваши 98 %) в 2002 году, 250 в 2010.